# Adolf Roeper
Adolf Roeper (* 10. Juni 1919 in Lübeck; † 15. September 2009) war ein deutscher Jurist und Richter am Bundesarbeitsgericht in Kassel.

## Werdegang
Nach dem Abitur 1938 hat Roeper zunächst eine Kaufmannsgehilfenlehre begonnen, die er unterbrochen von Militärdienstzeiten Ende 1942 mit der Kaufmannsgehilfenprüfung abgeschlossen hat. Danach war er bis 1945 bei der Wehrmacht, zuletzt nach seiner Verwundung 1944 als Lehroffizier an der Fahnenjunkerschule.  1946 begann er ein Studium der Rechtswissenschaft in Hamburg und absolvierte danach das Referendariat in Lübeck. 1953 trat er als Assessor in den Dienst der schleswig-holsteinischen Arbeitsgerichtsbarkeit, wo er zuerst am Arbeitsgericht Elmshorn, später Lübeck tätig war. 1970 wurde er Landesarbeitsgerichtsdirektor am Landesarbeitsgericht Kiel.  Im Januar 1974 wurde er zum Richter am Bundesarbeitsgericht Kassel ernannt, wo er bis zu seiner Pensionierung im Juni 1987 tätig war.